# Habjanovci
Habjanovci is een plaats in de gemeente Bizovac in de Kroatische provincie Osijek-Baranja. De plaats telt 544 inwoners (2001).